# Lac mince de l'ouest
Le lac mince de l'ouest (caractères chinois : 瘦西湖 ; pinyin : shòu xī hú) ou lac Shouxi est situé dans la banlieue ouest de la ville chinoise de Yangzhou, dans le Jiangsu.

## Parc national Shugang du lac mince l'ouest

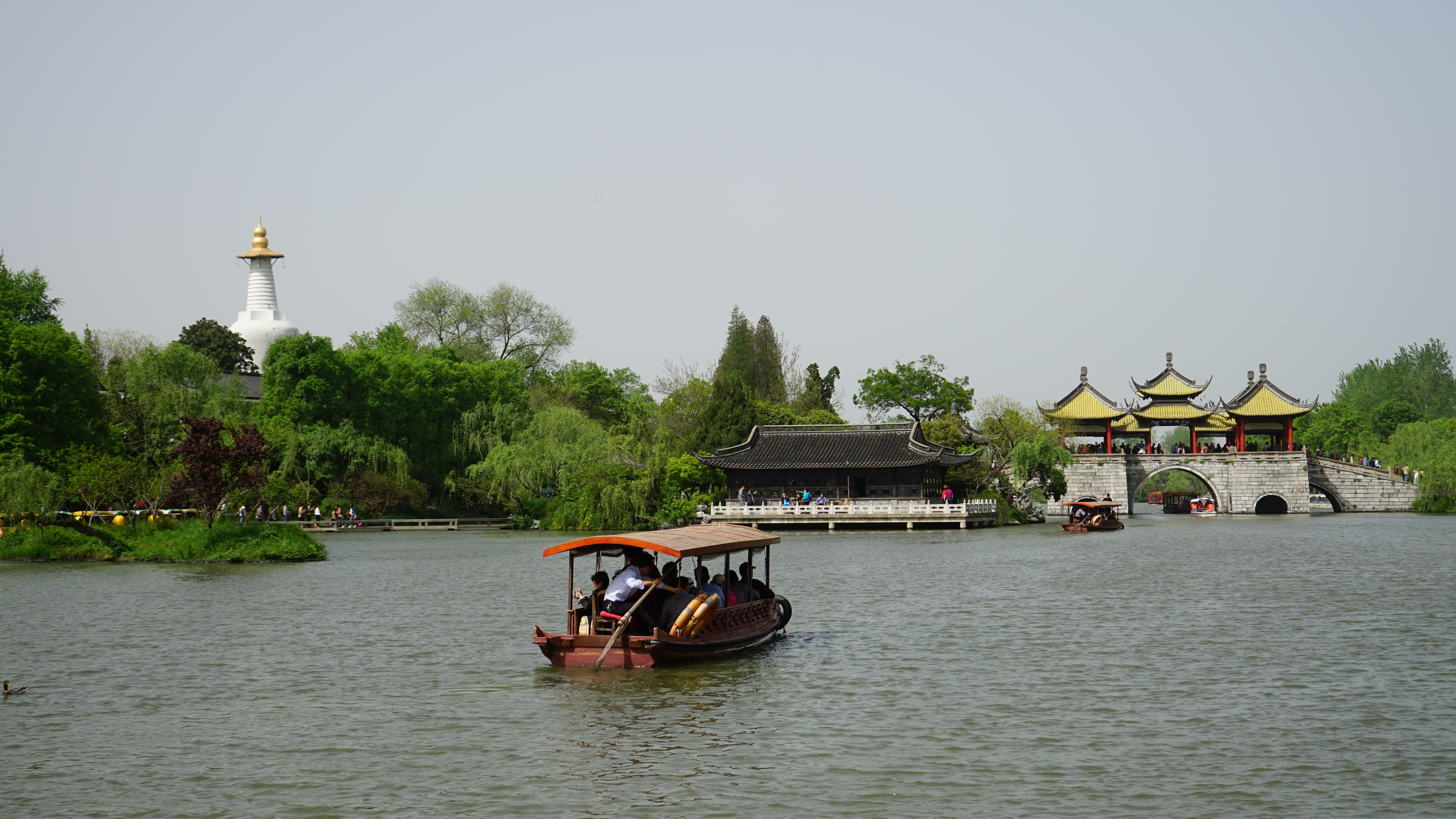
Le Pont de lotus et la Pagode Blanche

La crête du Shugang (chinois simplifié : 蜀岗 ; chinois traditionnel : 蜀崗 ; pinyin : shǔ gǎng) qui s'y jette a donné son nom au parc national.
Le parc paysager Shugang du lac mince de l'ouest (蜀岗瘦西湖风景名胜区) a été proclamé parc national le 1er août 1988.